# Аверин, Владимир Петрович
Влади́мир Петро́вич Аве́рин (17 сентября 1932, Верхние Серги, Нижнесергинский район, Уральская область, РСФСР, СССР) — советский легкоатлет и тренер по лёгкой атлетике, организатор нескольких легкоатлетических секций в Свердловске, старший тренер Училища олимпийского резерва № 1. За десятилетия активной тренерской работы подготовил множество спортсменов-разрядников, был личным тренером бронзового призёра Олимпийских игр Вячеслава Лыхо, заслуженный тренер РСФСР. Судья республиканской категории по лёгкой атлетике.

## Биография
Родился 17 сентября 1932 года в посёлке Верхние Серги Нижнесергинского района Уральской области. Его отец был рабочим, хотя семья содержала богатое приусадебное хозяйство с садом, огородом, сельскохозяйственными животными, поэтому с раннего детства мальчик помогал взрослым по хозяйству и был привычен к регулярному физическому труду. Уже с юных лет увлёкся спортом, во время учёбы в школе представлял свой посёлок на турнирах по волейболу, футболу, на соревнованиях по лыжным гонкам и лёгкой атлетике.
Окончив школу, был призван в ряды Вооружённых сил СССР, в течение четырёх лет проходил срочную службу в составе Военно-морского флота. После демобилизации учился в Свердловском техникуме физической культуры, здесь начал серьёзно заниматься современным пятиборьем, в частности от техникума завоевал бронзовую медаль на чемпионате СССР среди средних профессиональных учебных заведений. Позже попал в состав легкоатлетической сборной команды Свердловской области, участвовал в первенствах всероссийского и всесоюзного значения. В 1962 году в десятиборье одержал победу на Спартакиаде народов РСФСР и выполнил тем самым норматив первого спортивного разряда в этой дисциплине.
Окончил Омский государственный институт физической культуры и в 1964 году вернулся в Свердловск, где трудоустроился на должность старшего тренера в областном совете добровольного спортивного общества «Локомотив». С 1968 года работал детским тренером на спортивном комбинате «Юность», в 1971 году выиграл проводившийся в области конкурс «Лучший тренер с детьми» и был награждён памятной медалью свердловского областного спортивного комитета.
В 1972 году Владимир Аверин выступил инициатором и основателем отделения лёгкой атлетики в открывшейся в Свердловске Школе-интернате спортивного профиля (позже переименована в Училище олимпийского резерва № 1). Стал здесь одним из первых тренеров метательных дисциплин, в первом наборе у него тренировались 60 учащихся. За долгие годы тренерской деятельности подготовил многих талантливых спортсменов, среди них призёры чемпионатов СССР среди юношей и девушек Вадим Скорлупкин, Дмитрий Сластен, Александр Фирсов, Юрий Федотов, Геннадий Анисимов, Владимир Косарев, Павел Попов, Елена Клочихина, Павел Ямов. Самый известный его ученик — заслуженный мастер спорта по толканию ядра Вячеслав Лыхо, бронзовый призёр Олимпийских игр в Барселоне, призёр чемпионатов мира и Европы среди юниоров — за его подготовку Аверин был удостоен почётного звания «Заслуженный тренер РСФСР».
Принимал участие в соревнованиях по лёгкой атлетике в качестве судьи республиканской категории. С 1993 года на пенсии.